# Nowa Nadzieja
Nová naděje (polsky: Nowa Nadzieja), registrovaná 23. června 2015 jako Koalice pro obnovu Polské republiky svobody a naděje (KORWiN). 8. října 2016 přijala název „Wolność“, ale po neúspěšných pokusech o registraci se v prosinci 2018 vrátila k používání názvu „KORWiN“. 18. prosince 2021 přijala název Konfederace obnovy republiky svobody a naděje (stále používá zkratku KORWiN), kterou nosila do 29. listopadu 2022. Je pravicově populistická politická strana v Polsku. V současné době ji vede Sławomir Mentzen.
Založil ji v roce 2015 Korwin-Mikke v důsledku jeho odvolání z Kongresu nové pravice, jeho bývalé strany. Mezi další členy strany patří Przemysław Wipler, který zastával místo v polském Sejmu, a Robert Iwaszkiewicz, poslanec Evropského parlamentu. Polský název strany byl původně odvozen od jména zakladatele Korwin-Mikke, který se zúčastnil prezidentských voleb v roce 2015.
V roce 2018 strana vytvořila koalici s Národním hnutím s názvem Konfederace. Strana má v současné době v Sejmu tři členy.

## Historie
Strana vznikla krátce poté, co byl Janusz Korwin-Mikke odvolán z předsednictva Kongresu nové pravice (KNP). Prokorwinovská frakce KNP skončila před polskými prezidentskými volbami v roce 2015 vytvořením strany KORWiN. Janusz Korwin-Mikke skončil v těchto volbách čtvrtý a získal 3,26 % hlasů (486 084 hlasů). V polských parlamentních volbách v roce 2015 strana získala 4,76 % hlasů (722 999 hlasů), ale nepodařilo se jí dosáhnout 5% volebního prahu potřebného k získání jakýchkoli křesel.
Strana získala dvě křesla během VIII. Sejmu poté, co Jacek Wilk a později Jakub Kulesza opustili Kukiz'15 a připojili se ke KORWiN.

Logo strany z roku 2016

Před volbami do Evropského parlamentu v Polsku v roce 2019 vytvořil KORWiN alianci s Národním hnutím (RN) a dalšími pravicovými stranami s názvem Konfederace. Koalice nezískala žádná křesla, nicméně hlavní strany zůstaly pohromadě, aby se zúčastnily polských parlamentních voleb v roce 2019. Konfederace nakonec získala 6,81 % hlasů (1 256 953 hlasů) a 11 křesel. KORWiN získal pět těchto míst.
Pro polské prezidentské volby v roce 2020 KORWiN podpořil místopředsedu RN Krzysztofa Bosaka poté, co vyhrál prezidentské primárky Konfederace v letech 2019–20. Bosak získal 6,8 % hlasů (1 317 380), což byl zdaleka nejlepší výsledek ze všech kandidátů (nebo stran), které podpořil Janusz Korwin-Mikke. V roce 2022 tři poslanci z KORWiN opustili stranu a vytvořili novou s názvem Wolnościowcy.

## Ideologie a pozice

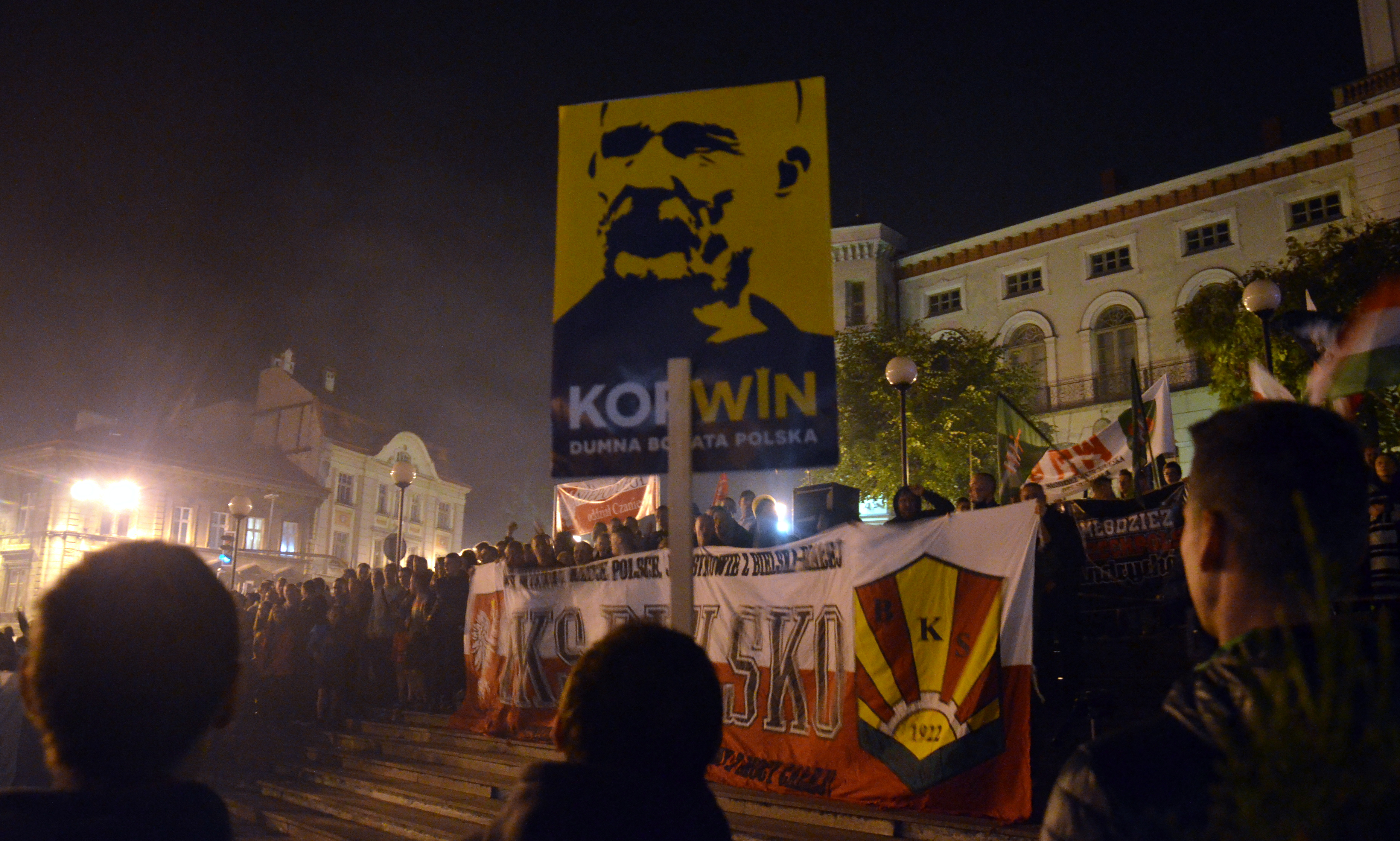
Transparent KORWiNu na antislámském protestu před volbami v roce 2015

Nová naděje je pravicová až krajně pravicová strana. Zastává postoje libertariánsko-konzervativní, libertariánské a konzervativně-liberální. Podporuje snížení daní a radikální privatizaci, v sociálních otázkách je strana konzervativní. Dále je popisována jako pravicově populistická. Podporuje znovunastolení monarchie a vůči Evropské unii je tvrdě euroskeptická. Ze strany kritiků častována jako radikální, anarchokapitalistická či jako šovinistická. Je členem euroskeptické Evropy svobody a přímé demokracie a Aliance za přímou demokracii v Evropě předsedy Strany nezávislosti Spojeného království Nigela Farage, stejně tak jako švédská strana Švédští demokraté, litevský Pořádek a spravedlnost nebo například čeští Svobodní.

### Program
Programová preambule strany požaduje:
- znovuvybudování základních hodnot polské kultury a „latinské civilizace“ a křesťanských mravních základů společnosti,
- budování právního státu, spravedlivé a efektivní vládnutí založené na principu subsidiarity ,
- realizace „věčných lidských aspirací na svobodu“,
- respekt k soukromému vlastnictví občanů a k plodům jejich práce,
- usilující o realizaci polského národního zájmu na mezinárodní scéně a optimální podmínky pro rozvoj Polské republiky,
- posílení role rodiny a vytváření příznivých podmínek pro její rozvoj.

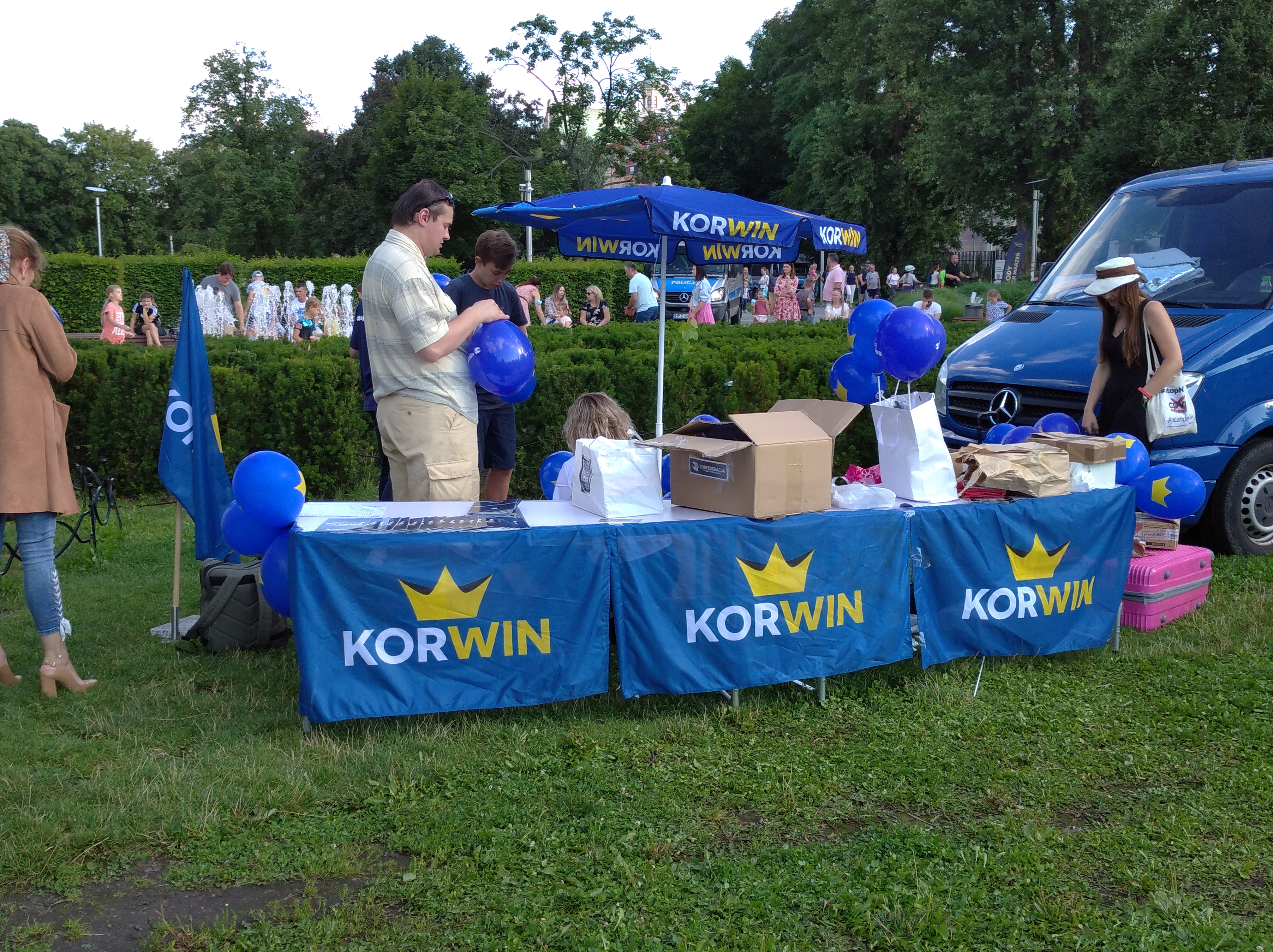
Stánek strany v roce 2021

Další témata uvedené v programu jsou:
- přijetí nové polské ústavy, která zohledňuje „zásadu nepoškozování vůle“ a zavedení prezidentského systému; posílení tripartitního rozdělení pravomocí zákazem souběhu funkcí v zákonodárné, výkonné a soudní moci (zejména funkce poslance a ministra);
- omezení role Sejmu na orgán rozhodující o výši daní a kontrolující výkonnou moc a snížení počtu ministerstev;
- vytvoření jedenáctičlenné Státní rady volené Senátem a jmenované prezidentem. Ta by podle šéfa skupiny převzala od vlády zákonodárnou iniciativu
- zavedení zákazu přijímání rozpočtu se schodkem v době míru do ústavy; znovuzískání suverenity, které podle strany vyžaduje opuštění Lisabonské smlouvy a znovuvybudování smluvní základny Evropské unie;
- snížení výdajů na obranu na polovinu;
- znovuzavedení trestu smrti.

## Struktura a členové
Národními orgány Nové naděje jsou: prezident, Národní rada, stranický soud a kontrolní výbor.

### Národní rada

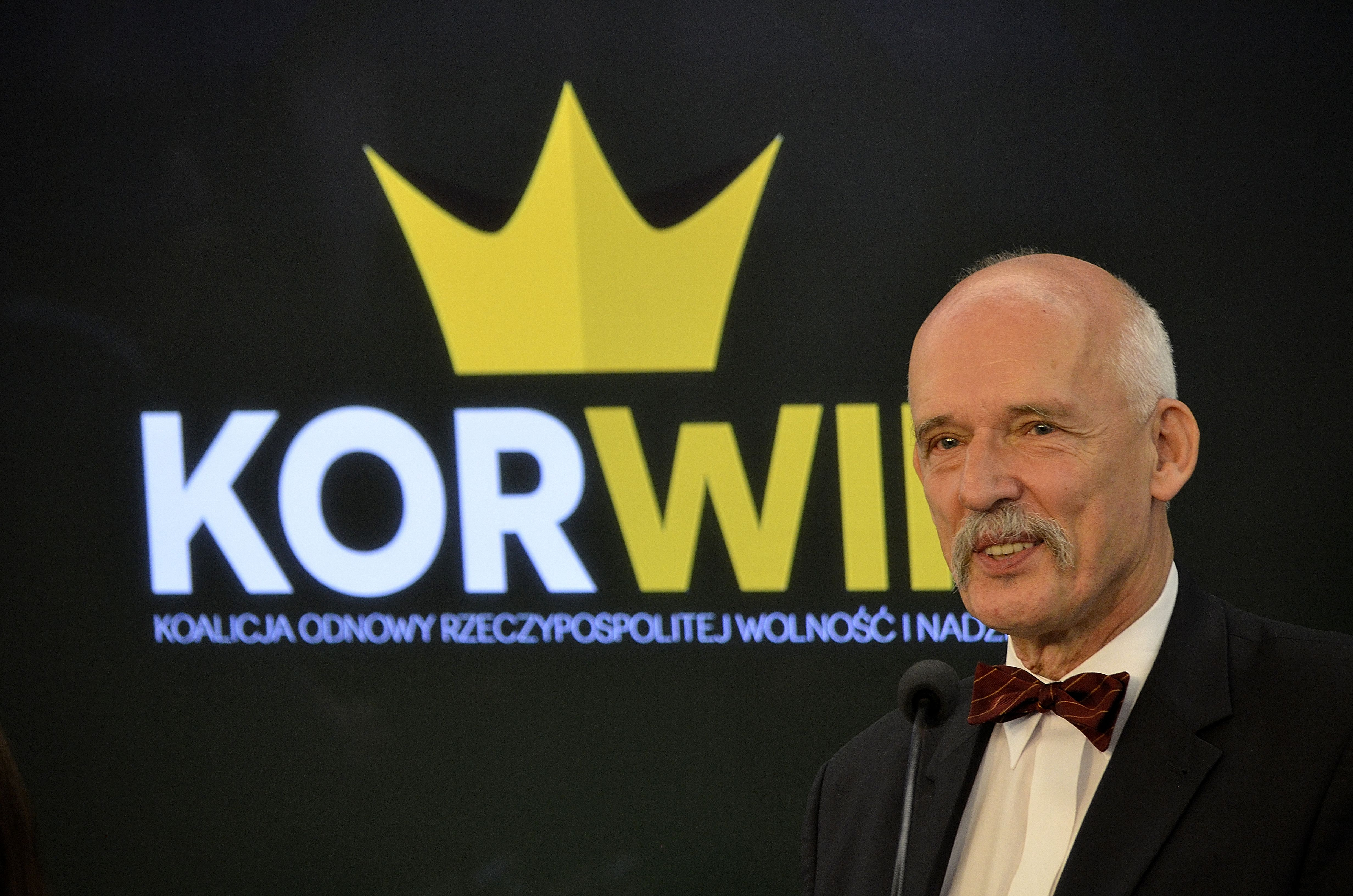
Zakladatel strany Janusz Korwin-Mikke v roce 2015

Prezident:
- Slawomir Mentzen

1. místopředseda:
- Konrád Berkowicz

Místopředsedové:
- Bartoloměje Pejo
- Marcin Sypniewski

Tajemník:
- Krzysztof Rzońca

Pokladník:
- Robert Iwaszkiewicz

### Tiskový mluvčí
- Wojciech Machulski

### Zakládající prezident
- Janusz Korwin-Mikke

### Členové Sejmu 9. volebního období
- Konrád Berkowicz
- Janusz Korwin-Mikke
- Stanisław Tyszka - od 15.11.2022 zatím bezpartijní, zvolen z listiny Polské lidové strany jako kandidát hnutí Kukiz'15

Bývalí poslanci Sejmu z 9. volebního období (zůstali v okruhu Konfederace svobody a nezávislosti, v současnosti také příznivci Wolności):
- Artur Dziambor – do 8.3.2022
- Jakub Kulesza – do 8.3.2022
- Dobromir Sośnierz – do 8. března 2022

Všichni členové Nové naděje zasedají v kruhu Konfederace svobody a nezávislosti . Z jejích seznamů byla vybrána i minulost a současnost (kromě Stanisława Tyszky ).

### Členové Sejmu 8. volebního období
- Jakub Kulesza - od 26. října 2018 vystoupil z Unie reálné politiky
- Jacek Wilk – od 3. listopadu 2017 opustil Kongres nové pravice

Oba poslanci KORWiN byli vybráni ze seznamů výboru Kukiz'15 a zasedli v kruhu Konfederace svobody a nezávislosti (jeho předsedou byl Jakub Kulesza).

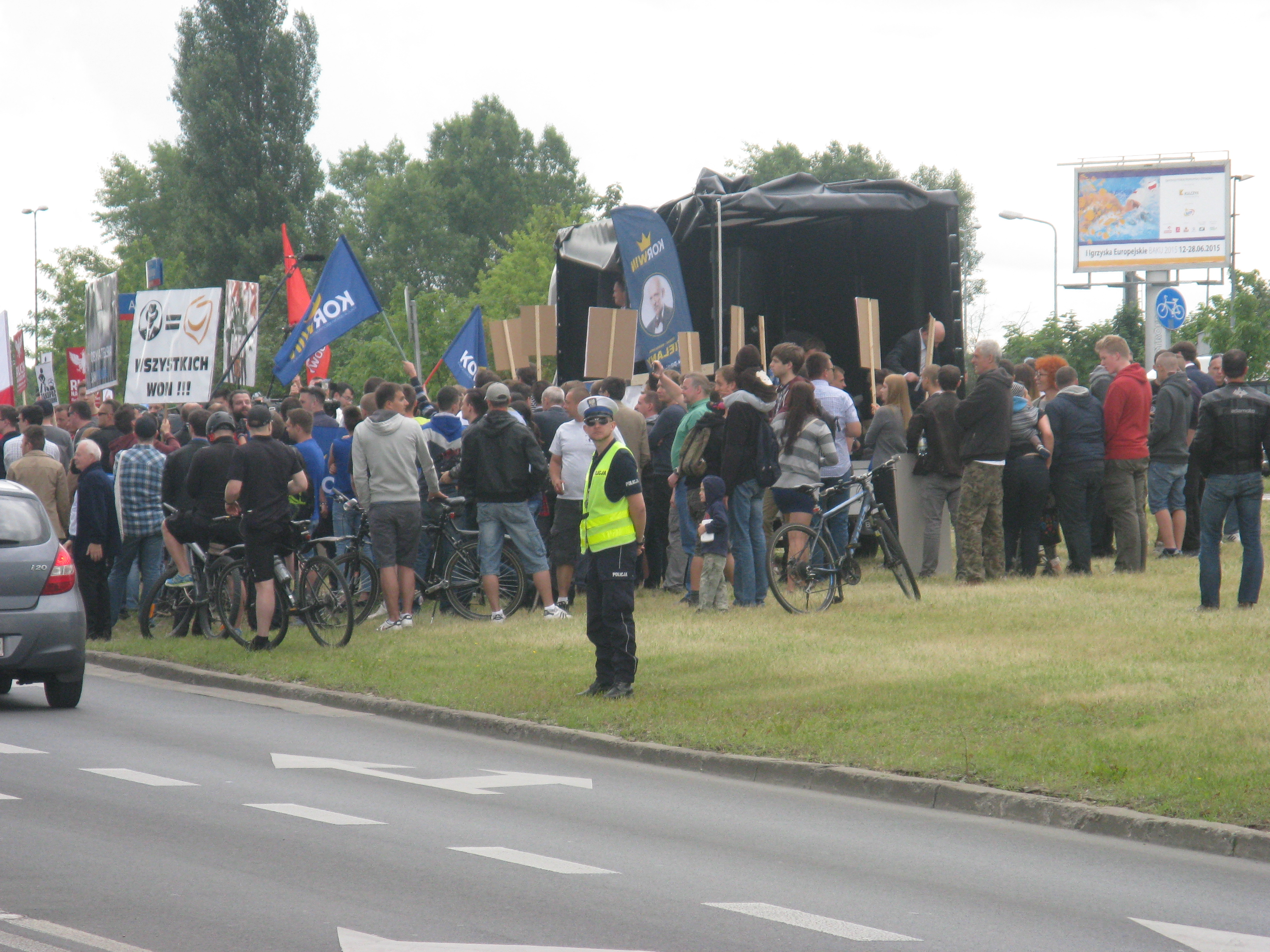
Protesty strany v roce 2015

### Poslanci Evropského parlamentu v 8. volebním období (do 1. července 2019)
- Robert Iwaszkiewicz, Evropa svobody a přímé demokracie
- Janusz Korwin-Mikke, nepřidružený – do 1. března 2018
- Dobromir Sośnierz, nepřidružený - od 22. března 2018 nahradil Janusze Korwin-Mikke

Všichni poslanci Evropského parlamentu KORWin byli vybráni ze seznamů Kongresu nové pravice .

### Členové Sejmu 7. funkční období (do 11. listopadu 2015)
- Tomasz Górski – od 14. září 2015 dříve Solidarna Polska
- Jarosław Jagiełło - od 16. září 2015, předtím Kongres nové pravice
- Przemysław Wipler, dříve Polsko společně a Kongres nové pravice

Všichni poslanci KORWiN byli zvoleni ze seznamů Práva a Spravedlnosti .

### Mládí za svobodu
Mládežnická sekce skupiny nese současný název od ledna 2017. Sdružuje lidi ve věku 15 až 25 let. V současné době je prezidentem Krzysztof Rzońca (od října 2021). Dříve to byli Tomasz Bethke (do února 2018) a Julia Polakowska (od února 2018 do října 2021).

## Volby

### Parlamentní volby
| Volby | Sejm    | Sejm      | Sejm  | Sejm    | Sejm    | Senát   | Senát   |
| Volby | Hlasy   | Hlasy     | Hlasy | Mandáty | Mandáty | Mandáty | Mandáty |
| Volby | Počet   | %         | +/−   | Počet   | +/−     | Počet   | +/−     |
| ----- | ------- | --------- | ----- | ------- | ------- | ------- | ------- |
| 2015  | 722 999 | 4,76 (7.) | –     | 0/460   | –       | 0/100   | –       |
| 2019  | –       | –         | –     | 5/460   | ▲ 5     | 0/100   | –       |

### Prezidentské volby
| Volby | Kandidát            | I tura    | I tura    |
| Volby | Kandidát            | Hlasy     | %         |
| ----- | ------------------- | --------- | --------- |
| 2015  | Janusz Korwin-Mikke | 486 084   | 3,26 (4.) |
| 2020  | Krzysztof Bosak*    | 1 317 380 | 6,78 (4.) |

* Člen dozorčí rady, společný kandidát Konfederace.

### Místní volby
| Volby | Sejmiki | Sejmiki | Sejmiki | Sejmiki | Sejmiki |
| Volby | Hlasy   | Hlasy   | Hlasy   | Mandáty | Mandáty |
| Volby | Počet   | %       | +/−     | Počet   | +/−     |
| ----- | ------- | ------- | ------- | ------- | ------- |
| 2018* | 245 317 | 1,59    | –       | 0/552   | –       |

* Jako KWW Wolność w Samorządzie.

### Volby do Evropského parlamentu
| Volby | Počet hlasů | % | Počet mandátů | +/- |
| ----- | ----------- | - | ------------- | --- |
| 2019  | –           | – | 0             | –   |